# Торт-Куль
Торт-Куль (кирг. Төрткүл, до 1992 г. — Восточный) — село в Кеминском районе Чуйской области Кыргызстана. Входит в состав Чон-Кеминского аильного округа. Код СОАТЕ — 41708 213 842 05 0.

## Население
| год     | 2009 | 2014 | 2015 |
| ------- | ---- | ---- | ---- |
| человек | 499  | 560  | 573  |